# Maretta Scoca
Maria Concetta Scoca, detta Maretta (Roma, 31 ottobre 1938 – Roma, 25 marzo 2018), è stata una politica e avvocato italiana.

## Biografia
Figlia del politico calitrano Salvatore Scoca e sorella del giurista Franco Gaetano Scoca, si laureò in giurisprudenza con il massimo dei voti. Divenne avvocata civilista specializzandosi nel diritto di famiglia. Sposata con Giorgio Assumma (presidente della SIAE sino al 2010), ebbe due figlie e una nipote. Patrocinante in Cassazione, era nota al grande pubblico per la sua partecipazione alla trasmissione televisiva Forum.

## Attività politica
In occasione delle politiche del 1994 è eletta deputata nelle liste di Forza Italia in rappresentanza del CCD; dal 1994 al 1996 è componente del consiglio direttivo del gruppo parlamentare centrista.
Nel 1994 partecipa, in qualità di rappresentante dei cattolici italiani, alla Conferenza delle religioni pan-islamica tenutasi a Khartum.
Alle politiche del 1996 è rieletta alla Camera nelle liste del CCD-CDU; successivamente aderisce all'UDR. Con tale formazione dall'ottobre 1998 al dicembre 1999 ricopre l'incarico di Sottosegretario al Ministero di grazia e giustizia nel governo D'Alema I, per poi passare al Ministero per i beni e le attività culturali nel governo D'Alema II, in quota UDEUR. Dal 26 aprile 2000 al 26 febbraio 2001 è Vicepresidente della Commissione permanente Affari Costituzionali della Camera dei deputati. Il 26 febbraio 2001 rassegna le dimissioni da deputata per ragioni di incompatibilità, essendo stata eletta dal Parlamento come componente laico del consiglio di presidenza della Corte dei Conti.

## Attività professionale
Dal 2005 al 2008 è stata consigliere d'amministrazione della Consip, la centrale acquisti dello Stato.
Ha affiancato alla professione di avvocato l'attività di docenza in alcuni corsi di specializzazione presso due atenei romani: La Sapienza e la LUMSA.

### Attività televisiva
Dal 10 settembre 2007 ha partecipato alla Sessione Pomeridiana Tribunale di Forum della trasmissione TV Forum, in qualità di giudice arbitro. Dal 3 settembre 2012 ha partecipato non solo alla Sessione Pomeridiana Tribunale di Forum su Rete 4, che cambia nome in Lo Sportello di Forum, ma anche alla puntata di Forum su Canale 5.